# Мајчински феминизам
Мајчински феминизам је веровање многих раних феминисткиња да су жене као мајке и неговатељице имале важну, али препознатљиву улогу у друштву и политици, прихватајући реформске идеје из социјалног феминизма и комбинује их са концептом материнства и феминизма. Била је то широко распрострањена филозофија међу добростојећим женама у Британском царству, посебно у Канади, од краја 19. века до после Првог светског рата (1914–18). Касније феминисткиње су тај концепт напале као неприхватање патерналистичког погледа на друштво и давање оправдања за неједнакост.

## Ране године
Christina Hoff Sommers, критичарка феминизма с краја 20. века, дефинисала је мајчински феминизам као: 
„признање да су полови једнаки, али различити.“ 
 Сомерсова се супротстављала „егалитарном феминизму“ Мери Вулстонкрафт (1759–1797), британској књижевници, филозофкиња и раној феминисткињи и мајчином феминизму Hannah More (1745–1833).). 
Мери Вулстонкрафт је говорила, „мушкарци и жене су у основи били исти у свом духу и души, заслужујући иста права“. Док премаChristina Hoff Sommers, Hannah More је упознала жене какве су некада биле. Веровала је да постоји женска природа и да жене брину и негују, другачије од мушкараца, и да заслужују једнакост.
Конзервативне енглеске ауторке Frances Milton Trollope (1779–1863) и Елизабет Гаскел (1810–65) мислилле су да жене треба да буду боље образоване како би биле мање зависне од мушкараца. Frances Milton Trollope је сматрала да би финансијски добро осигуране жене требало да иду даље од пружања моралног васпитања својој деци и да јавно изразе своје мајчинске вредности, социјалне забринутости и бригу о будућности. Њени романи више пута описују како млада хероина може својим моралним утицајем побољшати корумпирано друштво. Неким раним феминисткињама, попут романописца Фани Ферн (1811–72) и вође умерености Летитие Иоуманс (1827–96), мајчински феминизам био је једноставно стратегија путем које су жене могле постићи свој циљ једнаких права.
У Сједињеним Америчким Државама, жене су се активирале у социјалној реформи почетком 1830-тих, али су биле ограничене традиционалним концептима мајчиног феминизма. Када је 1834. године основано Друштво за моралну реформу жена (ФМРС) било је значајних критика на рачун чињенице да су угледне жене разговарале о проституцији. Протофеминизам овог друштва је изгубљен јер је еволуирало у добротворне домове за „реформисане” проститутке.
Хришћанска унија, највећа женска организација у Сједињеним Америчким Државама до 1880-их, пружила је прилику женама да учествују у покретању следећих питања, попут:
- реформе затвора,
- побољшања услова рада,
- образовања,
- чистоће и
- бирачког права.

Међутим, ВЦТУ је на жене гледао чисто као на супруге и мајке, прихватајући усвајање бројних ограничења за матерински феминизам.

## Повезани покрети
Мајчински феминизам достигао је врхунац у време када се Британско царство још увек брзо ширило, али нове идеје о женском бирачком праву, умерености, пацифизму и социјализму биле су у ваздуху. Говорећи о овом периоду,  Veronica Strong-Boag (рођена 1947) рекла је: 
Жене су саме, као и готово све друге ствари у канадском друштву, идентификовале свој пол са мајчином улогом. Поновно окрепљено мајчинство, природно занимање за готово све жене, могло би да послужи као потпора свим дестабилизујућим елементима у Канади.
Раст мајчиног феминизма на рачун нове жене у Британији и њеним колонијама могао је делимично бити последица брзог ширења Британског царства после 1870. године. Изгледало је да стопа англосаксонског наталитета пада док је стопа смртности новорођенчади била мања али у порасту. Постојала је забринутост због недостатка Британаца „да попуне празне просторе царства“. Да би се обезбедило адекватно снабдевање англосаксонаца, жене су биле преплављене пропагандом која их је подстицала да постану „мајке расе“ тако што ће имати више деце, била је то супериорна сврха коју су прихватиле многе феминисткиње. Расизам и империјализам су тако допринели подршци јачања мајчинском феминизму.
Edith Wrigley (1879–1964), супруга Edith Wrigley  (1847–1907), уређивала је женску колумну у  Canadian Socialist League (CSL)., новинама које су подржавале Канадску социјалистичку лигу (CSL). Такође је била активна у Женској хришћанској унији умерености. У својој колумни „Краљевство дома“ Edith Wrigleyје изразила феминистички став мајке да љубав и чистоћа, вредности дома, такође треба да буду водећи принципи политике. Margaret Haile кандидовала се на провинцијским изборима 1902 за (CSL) у северном делу Торонта. За њу се говорило да је прва жена у Британском царству која се такмичила на политичким изборима, иако се „и даље држала појма дома као традиционалног извора женске моћи“. Ruth Lestor постала је позната као прва дама предавач социјалиста у Канади током говорне турнеје за (CSL) 1909–11. Понекад је користила феминистичку реторику мајки када је позивала жене да постану социјалисткиње, иако то није одражавало њено темељно веровање у потпуну полну равноправност.
У 19. и раном 20. веку постојале су јаке везе између мајчиног феминизма и покрета бирачког права и умерености, чији је циљ био побољшање услова живота жена и деце код куће и на послу. Такође је постојала природна веза између пацифизма и мајчинског феминизма.  Augusta Stowe-Gullen  (1857–1943) рекла је 1915. да „када жене буду имале глас у националним и међународним пословима, рат ће заувек престати“. Ово је постајало све теже за подржавање како се ближио Први светски рат. Неки који су током рата остали верни мајчином феминизму и пацифизму такође су били социјалисти или комунисти, попут канађанки  Gertrude Richardson, и Rose Henderson (1871–1937) која је била још једна канадска социјалистичка и мировна активисткиња, која је прихватила мајчински феминизам.  Њихов радикализам дао је муницију противницима феминизма.

## Теорија и пракса
Мајчински феминизам комбинује концепте материнства и феминизма. Многи мајсторски реформатори и организације попут Elizabeth Fry из удружења Армија спаса које се нису идентификовали као феминисткиње и следиле су стратегије и циљеве који су се разликовали од циљева феминисткиња.
Матернализам је апеловао на буржоаске жене заинтересоване за реформу нижег слоја и пружио је изговор за наметљив надзор над женама и девојкама из радничке класе. То само по себи није било феминистичко.
Такође су постојале различите врсте феминисткиња. Феминисткиње „нове жене“ или „жене једнаких права“ који нису прихватиле матернализам. Али прихватљиви језик материнства био је тактички прикладан за феминисткиње које су биле спремне да прихвате да буду затворене у активности око куће и породице у замену за друге слободе.
Идеологија мајчиног феминизма укључује идеје социјалног феминизма и домаћег феминизма:
- Социјални феминизам, заступале су феминисткиње које су се више бавиле социјалном реформом него женским правима, и које су сматрале су да би жене требале бити у могућности да играју јавну улогу у социјалној реформи због своје женске природе.[23]
- Кућни феминизам, који је тврдио да жене треба да имају већу аутономију у породици. Није се отишло даље јер је женама био забрањен било који облик учешћа у јавном животу.

Комбиновањем ова два облика добијен је концепт у коме јој посебна улога жене као мајке жени даје дужности и право да учествује у јавној сфери. Феминисткиње мајке нису виделе да је матернализам ограничен на биолошко материнство. Проширили су га на социјално или духовно мајчинство и нису видели разлог зашто жена не би остала сама и посветила се професионалној каријери или друштвеним циљевима.
Ellen Key (1849–1926) из Шведске мислила је за мајчинство да је  „највиши културни задатак жена“ и сматрала је да мајке не би требало да раде далеко од куће. С друге стране, она је рано заговарала женско право гласа и сматрала је да свака жена треба да има потпуну слободу да следи своју индивидуалност. Мајчинство је доживљавала као важније од брака, а америчке феминисткиње из 1910-их су је сматрале и радикалном присталицом сексуалног ослобођења.
У Немачкој се водила жестока расправа међу феминисткињама о томе како се бавити проституцијом, која је сматрана извором венеричних болести и самим тим великим здравственим проблемом. Hanna Bieber-Böhm  (1851–1910), Anna Pappritz (1861–1939) и Helene Stöcker  (1869–1943) заговарале су различита решења.
- Hanna Bieber-Böhm се залагала за снажније правне поступке државе против клијената проститутки.
- Anna Pappritz и Helene Stöcker су се противили државном надзору и контроли проститутки.
- Anna Pappritz је предлагала морално образовање младих и подстицање апстиненције ван брака.
- Helene Stöcker је сматрала да ће давање женама више сексуалне слободе елиминисати захтев за проституцијом.[28]

СтавAnna Pappritz и приступом који је она неговала може се сматрати најближим мајчином феминизму.
У 1893. години Lady Aberdeen  (1857–1939), шефица Националног савета жена Канаде (НЦВЦ), говорила је да је мајчинство „велика женска мисија“. На њену иницијативу делегати НЦВЦ обавезали су се да ће „очувати највише добро породице и државе“, али да ће при томе остати „подаље од питања која се односе на женска права“.
Идеологија мајчиног феминизма, са претпоставком да све жене имају заједничке интересе, подстакла је многе жене више и средње класе да траже начине како да помогну сиромашнијим женама кроз клубове, синдикате, куће у насељима и тако даље.
Елитне жене попут  Elizabeth Cady Stanton (1815–1902) из Америке и   Marguerite Durand (1864–1936) из Француске сматрале су да својим бољим образовањем и ширим искуством имају природну дужност да буду предводнице, али за то им је недостајала емпатија са женама којима су покушавале да помогну, јер су одбијале да уступе контролу над тим женама и желеле су истовремено да их реформишу, али и да им помогну. Ellice Hopkins (1836–1904) илуструје овај став када је у Енглеској 1882. године позвала на „веће коришћење растуће културе жена више класе како би светлост и већи утицај, као и сјај и лепоту, довели до „мутних вода“, посебно становнике великих фабричких градова, и посебно мука запослених жена и мајки.
Lucy Maud Montgomery  (1874–1942), познатија као ауторка  Anne of Green Gables  (1908), представила је мајчинске феминистичке погледе у својим књигама објављеним у периоду око Првог светског рата (1914-1918). У Анином сигурном свету жене доносе већину одлука.
Nellie McClung  (1873–1951) из Манитобе у Канади рекла је: „Женско место је у дому; и ван њега кад год је позову да чува оне које воли и да им побољша услове“. и додала: 
Предуго су нежне даме седеле у својим будоарима и гледале живот у огледалу попут Даме од шалота, док су доле, на улици, беснеле туче и друге жене и беспомоћна деца постали најгори становниици. Али вапај иде према будоар дамама да сиђу да нам помогну, јер битка иде врло тешко; а многи су они који бацају огледало у страну и излазе тамо где су стварне ствари. Свету је потребан рад и помоћ жена, а жене морају да раде ако ће раса опстати.
Nellie McClung је такође написао да: "Женски поглед на живот је да штеди, брине и помаже. Мушкарци праве ране, а жене их санирају." Због биолошких разлика жене су биле морално супериорније од мушкараца и требале би да гласају. Савремена феминисткиња то би видела као редуктивни и биолошки детерминистички поглед на пол, али у то време тај концепт представља напредак ка давању женама веће и значајнијих улога. Канада је 1918. женама дала право гласа, осим Инуитима и Индијанцима. Две године касније, Канађанке су добиле право да се кандидују за функције на изборима. Међутим, модерни, урбанизовани „флапери“ мало су се занимали за старомодне, моралистичке узроке бирачког права и умерености. У том раздобљу вође мајчинског феминистичког покрета биле су средњих година, а мајчински феминистички покрет био је у паду.
Ипак је било напретка. Дана 18. октобра 1929. године Lord Sankey из тајног савета поништио је одлуку Врховног суда Канаде и пресудио да жене имају законски статус да буду именоване у сенат Канаде. Том приликом је рекао:, „Изузимање жена са свих јавних функција реликт је данашњих варвара“. Ово је био врхунац борбе коју су водиле судија  Emily Murphy из Едмонтона и још четири истакнуте жене са Запада: Henrietta Edwards, Nellie McClung, Louise McKinney и Irene Parlby.   „Славна петорка“ биле су заговорнице мајчиног феминизма, верујући да им женска препознатљива биологија одговара за ту улогу у јавном животу. Овом пресудом Канађанке су коначно постале правне особе. Неколико дана касније крах берзе довео је до почетка Велике депресије.

## Каснија анализа
Wayne Roberts је 1979. године приметио да је концепт „мајке расе“ заменио радикалнији ранији феминистички концепт „нове жене“. Покушај помирења домаћег и материнског идеала са залагањем за равноправност хендикепирао је рани феминистички покрет и ограничио његове добитке. Радикални потенцијал покрета бирачког права сломљен је „пооштравањем дефиниција мајчинства“. Друга критика је да је подстицање жена да „буду расе“ имало расни призвук усмерен на нове имигранте на најнижем нивоу друштвене хијерархије. Водила се борба насилним аргументима око тога да ли је мајчински феминизам у Немачкој довео до принудних политика нацистичког доба везаних за породицу и репродукцију. Историчарка Нанци Ф. Кот предложила је да би се мајчински феминизам боље назвао „општинским домаћинством“ или „грађанским материнством“, јер прихватањем постојећих полних улога то није био истински феминизам.
Хелена Стокар (1869–1943) била је сексуална реформаторка која је веровала да жене не би требало да теже ка томе да буду попут мушкараца.
Други историчари бране покрет као да омогућава женама да задрже свој женски идентитет, уместо да постану попут мушкараца да се погађају за своја права. Као што је Хелена Стокар рекла  Не, не, не бити човек или желети бити човек или бити замењена са човеком: како би нам то могло помоћи!
Наоми Блак мајчински феминизам доживљава као својствен радикализам. Њени заговорници били су „посвећени, знали то или не, основној трансформацији патријархалних структура и вредности.
Презирни став типичан за седамдесете уступио је место разумевању мајчиног феминизма као стратешке прилагодбе друштвеним ставовима тог времена. Захтеви жена за реформом били су мање претећи када су изражени у материнском смислу.
Централна улога еванђеоског протестантизма у раном феминистичком покрету је боље разумљива, за став да су ране феминисткиње биле усредсређене на бирачко право, које је уступило место разумевању њиховог интереса за забрану, еугенику, законе о моралу, финансијску сигурност и заштиту жена и деце.

## Последње године
Концепт мајчиног феминизма је еластичан. У јануару 1993. године CBS (транскр. Си-Би-Ес) је представио „меку“ драму за породично гледање под називом Dr. Quinn, Medicine Woman, о жени докторки у Колорадо Спрингсу у држави Колорадо крајем 1860-тих. Упркос лошим критикама и неперспективном временском термину, емисија се показала врло успешном. Према  Bonnie J. Dow, драма Dr. Quinn, Medicine Woman, је била...
...интеграција либералних феминистичких претпоставки са сентиментализованом афирмацијом материнства.
У Сједињеним Америчким Државама Sarah Ruddick је 1980-тих заговарала постојање „мајчиног размишљања“ а Carol Gilligan је писала о женским „стандардима односа, етици неге, одговорности и бризи“. Sarah Ruddick и Carol Gilligan могу се сматрати представницама оживљавање мајчинских феминистичких концепата, које је Хилари Клинтон настојала искористити у политичкој арени.
Критичари оживљавања Gilligan-ине верзије мајчиног феминизма кажу да је претпоставка да су жене у основи мајке и да би мушку културу у школама требало да замени женска култура, што је дискутабилно у демократији са различитим погледима на пол, сексуалност и улоге мајки.

Термин мајчински феминизам се такође користио у различитом смислу феминизма, пошто се односио на мајке. Dr. Andrea O’Reilly са Универзитета Јорку у Торонту рекла је на конференцији „Женски светови 2011.” у Отави у Канади 
...да се феминистичко мајчинство мора усредсредити на ствари које патријархално мајчинство ускраћује женама. Феминистичке мајке морају да преузму контролу над својим животом и понашају се према сопственим уверењима, а не према очекивањима друштва.